# Distinció Cornelius Atticus
La distinció Cornelius Atticus és un premi en reconeixement de totes aquelles persones de les Illes Balears que han dedicat la seva vida a la pràctica i a la promoció de l'esport i que formen part de la història i del fet cultural de les illes.
Aquest premi es concedeix anualment des de 1996 per la conselleria competent en matèria d'esports del Govern de les Illes Balears. El jurat està format per representants de l'administració autonòmica, d'entitats esportives i de mitjans de comunicació.
La distinció consisteix en un diploma acreditatiu i una reproducció de la làpida de marbre de forma quadrangular del segle iii, dedicada a un atleta del pancraci, Cornelius Atticus, trobada l'any 1933 a les excavacions oficials arqueològiques de la ciutat romana de Pol·lència, Alcúdia, el qüal és el primer esportista de nom conegut de les Illes Balears.

## Guardonats
- 1996: Antoni Bonet Riera, Pedro Nadal Bujosa, Bernat Capó Plomer, Pedro Lamberto Cortés, Joan Bagur Coll i Carmen Guardia Amer
- 1997: Joan Ballester Moragues i Guillem Timoner Obrador
- 1998: Bartomeu Rullan i Sastre i Marc Verger i Canals
- 1999: Antoni Pujol Llabrés, Júlia Cano Cobo i Bartomeu Estelrich Fuster
- 2000: Bartomeu Ferragut Ferrer, Jaume Oliver Sastre i Joan Casals Thomàs
- 2001: Enrique Granados Aumacellas
- 2002: Josep Sanchís Pastor.
- 2003: Martín Mora Moragues
- 2004: Juan José Mas Garau
- 2005: Víctor Juan Roig
- 2006: Rafael Muntaner Morey
- 2007: Margarita Ferrer Alós
- 2008: Joan Ordinas Torres
- 2009: Jaime L. Enseñat Velasco
- 2010: Joan Seguí i Picornell
- 2010 (Extraordinària): Rafael Nadal Parera i Jorge Lorenzo Guerrero
- 2011: Joan Llaneras Rosselló
- 2012: Miquel Bestard Cabot
- 2013: Xavi Torres Ramis
- 2014: Mateu Martorell Marquès
- 2015: Toni Roig Serra.
- 2016: Pep Onofre Roses Juaneda[2]
- 2017: Maria Dolors Besné i John Neville Peter Tunks[3]
- 2018: Gabriel Gomila Jaume i Victoria Pertierra Monforte
- 2019: Isabel Aguilar i Mateu Cañellas (a títol pòstum)
- 2020: Teresa Palanques i Marcel·lí Got[4]
- 2021: Maria Castañer Castañer i Felipe Bellini Ballesteros[5]
- 2022: Emilio de la Cámara i Guadalupe Benavides (a títol pòstum)[6]
- 2023ː Miquel Jaume (a títol pòstum) i Elsa Pons[7]